# Julkaktussläktet
Julkaktussläktet (Schlumbergera) är ett suckulent växtsläkte inom familjen kaktusar. 

## Beskrivning
Julkaktussläktet består av hängande, mer eller mindre suckulenta buskar. Växterna är epifyter, uppbyggda av platta ledstycken. Dessa grenar sig genom upprepad delning, vilket innebär att ett ledstycke delar sig i två och vart och ett av dessa delar sig i två, och så vidare. De gröna, platta ledstyckena blir i genomsnitt fem centimeter långa och upp till 2,5 centimeter breda, med två till fyra spetsiga tänder utmed kanterna. Blommorna kommer oftast ensamma och sitter i toppen av ledstyckena. Färgen på dessa blommor finns numera, tack vare framtagning av ett antal hybrider, från renaste vitt över rosa till mörkt purpurröda och laxrosa. Blommorna kan bli 7,5 centimeter långa. Formen på blommorna är zygomorf, och petalerna tenderar att böja sig bakåt, så att pistillen och ståndarna är klart synliga. Frukten är liten, oval och rödaktig, då den är mogen.
Släktnamnet kommer från den belgiske plantskoleägaren Fredrick Schlumberger, som var verksam runt sekelskiftet 1900.

## Förekomst
Schlumbergera hör hemma i djungelområdena vid Brasiliens kust, speciellt runt Rio de Janeiro.